# Ingo
Ingo es un nombre propio usado actualmente en Escandinavia y Alemania e históricamente en Francia. Es la variante masculina del nombre Inga, usado en la misma región.
Significa "Protegido por Yngvi", dios principal de los Ingvaeones, y probable variante de la deidad germana Freyr.

## Personajes célebres
- Ingo Anderbrügge (nacido en 1964), futbolista alemán.
- Ingo Appelt (nacido en 1961), deportista alemán.
- Ingo Appelt (nacido en  1967), humorista alemán.
- Ingo Brigandt, filósofo canadiense.
- Ingo Buding (1942-2003), tenista alemán.
- Ingo Giezendanner (nacido en 1975), artista suizo.
- Ingo Hoffmann (nacido en 1953), piloto de carreras brasileño.
- Ingo Maurer (1932–2019), diseñador industrial alemán.
- Ingo Metzmacher (nacido en  1957), directos de orquesta alemán.
- Ingo Molnár, informático húngaro.
- Ingo Mörth (nacido en  1949), sociólogo austriaco.
- Ingo Nugel (1976-2007), compositor de música de videojuegos alemán.
- Ingo Preminger (1911-2006), productor estadounidense.
- Ingo Rademacher (nacido en 1971), actor australiano de origen alemán.
- Ingo Rechenberg (nacido en 1934), investigador de biónica alemán.
- Ingo Renner (nacido en 1939), desportista australiano.
- Ingo Schmitt (nacido en 1995), político alemán.
- Ingo Schulze (nacido en 1962), escritor alemán.
- Ingo Schwichtenberg (1965-1995), batería alemán.
- Ingo Simon (1875–1964), cantante y deportista británico.
- Ingo Steinhöfel (nacido en 1967), deportista alemán.
- Ingo Steuer (nacido en 1966), skater y entrenador alemán.
- Ingo Swann (1933-2013), psicólogo estadounidense.
- Ingo Titze, investigador estadounidense.
- Ingo Wegener (1950-2008), científico de la computación alemán.
- Ingo Wellenreuther (nacido en 1959), político alemán.

## Personajes ficticios
- Ingo, personaje de la ficción audiovisual Universo de The Legend of Zelda.
- Ingo Manfred, personaje principal de la trilogía Broken Sky de L. A. Weatherly.
- Ingo, protagonista del libro infantil homónimo, de la escritora británica Helen Dunmore.
- Ingo, protagonista del libro infantil "Ingo y Drago", de la escritora austriaca Mira Lobe.

- Datos: Q1663092
- Multimedia: Ingo (given name) / Q1663092